# Cardinali creați de papa Francisc
Aceasta este o listă de cardinali creați de papa Francisc din 2013 până în 2025. Papa Francisc a ținut zece consistorii, în care a numit 163 de cardinali, din care la data decesului său mai trăiau 149. Din aceștia 107 nu împliniseră la data decesului papei Francisc vârsta de 80 de ani, devenind astfel cardinali electori la conclavul din 2025.

## 22 februarie 2014
1. Pietro Parolin
2. Lorenzo Baldisseri
3. Gerhard Ludwig Müller
4. Beniamino Stella
5. Vincent Gerard Nichols
6. Leopoldo José Brenes Solórzano
7. Gérald Cyprien Lacroix
8. Jean-Pierre Kutwa
9. Orani João Tempesta
10. Gualtiero Bassetti
11. Mario Aurelio Poli
12. Andrew Yeom Soo-jung
13. Ricardo Ezzati Andrello
14. Philippe Nakellentuba Ouédraogo
15. Orlando Beltran Quevedo
16. Chibly Langlois
17. Loris Francesco Capovilla
18. Fernando Sebastián Aguilar
19. Kelvin Edward Felix[1]

## 14 februarie 2015
1. Dominique Mamberti
2. Manuel José Macário do Nascimento Clemente
3. Berhaneyesus Demerew Souraphiel
4. John Atcherley Dew
5. Edoardo Menichelli
6. Pierre Nguyễn Van Nhơn
7. Alberto Suárez Inda
8. Charles Maung Bo
9. Francis Xavier Kriengsak Kovithavanij
10. Francesco Montenegro
11. Daniel Fernando Sturla Berhouet
12. Ricardo Blázquez Pérez
13. José Luis Lacunza Maestrojuan
14. Arlindo Gomes Furtado
15. Soane Patita Paini Mafi
16. José de Jesús Pimiento Rodríguez
17. Luigi De Magistris
18. Karl-Joseph Rauber
19. Luis Héctor Villalba
20. Júlio Duarte Langa

## 19 noiembrie 2016
1. Mario Zenari
2. Dieudonné Nzapalainga
3. Carlos Osoro Sierra
4. Sérgio da Rocha
5. Blase Joseph Cupich
6. Patrick D’Rozario
7. Baltazar Enrique Porras Cardozo
8. Jozef De Kesel
9. Maurice Piat
10. Kevin Joseph Farrell
11. Carlos Aguiar Retes
12. John Ribat
13. Joseph William Tobin
14. Anthony Soter Fernandez
15. Renato Corti
16. Sebastian Koto Khoarai
17. Ernest Simoni

## 28 iunie 2017
1. Jean Zerbo
2. Juan José Omella Omella
3. Anders Arborelius
4. Louis-Marie Ling Mangkhanekhoun
5. José Gregorio Rosa Chávez

## 28 iunie 2018
1. Louis Raphaël I Sako
2. Luis Francisco Ladaria Ferrer
3. Angelo De Donatis
4. Giovanni Angelo Becciu
5. Konrad Krajewski
6. Joseph Coutts
7. António Augusto dos Santos Marto
8. Pedro Ricardo Barreto Jimeno
9. Désiré Tsarahazana
10. Giuseppe Petrocchi
11. Thomas Aquino Manyo Maeda
12. Sergio Obeso Rivera
13. Toribio Ticona Porco
14. Aquilino Bocos Merino

## 5 octombrie 2019
1. Miguel Ángel Ayuso Guixot
2. José Tolentino Mendonça
3. Ignatius Suharyo Hardjoatmodjo
4. Fridolin Ambongo Besungu
5. Juan de la Caridad García Rodríguez
6. Jean-Claude Hollerich
7. Álvaro Leonel Ramazzini Imeri
8. Matteo Zuppi
9. Cristóbal López Romero
10. Michael Czerny
11. Michael Louis Fitzgerald
12. Sigitas Tamkevičius
13. Eugenio Dal Corso

## 28 noiembrie 2020
1. Mario Grech
2. Marcello Semeraro
3. Antoine Kambanda
4. Wilton Daniel Gregory
5. Jose Fuerte Advincula
6. Celestino Aós Braco
7. Cornelius Sim
8. Augusto Paolo Lojudice
9. Mauro Gambetti
10. Felipe Arizmendi Esquivel
11. Silvano Maria Tomasi
12. Raniero Cantalamessa
13. Enrico Feroci

## 27 august 2022
1. Arthur Roche, prefect Dicasterului pentru cultul divin și disciplina sacramentelor
2. Lazarus You Heung-sik, prefect Dicasterului pentru cler
3. Fernando Vérgez Alzaga
4. Jean-Marc Aveline, arhiepiscop de Marsilia
5. Peter Ebere Okpaleke, episcop de Ekwulobia
6. Leonardo Ulrich Steiner, arhiepiscop de Manaus
7. Filipe Neri Ferrão, arhiepiscop de Goa și Damão
8. Robert Walter McElroy, episcop de San Diego
9. Virgílio do Carmo da Silva, arhiepiscop de Dili
10. Oscar Cantoni, episcop de Como
11. Anthony Poola, arhiepiscop de Hyderabad
12. Paulo Cezar Costa, arhiepiscop de Brasília
13. Richard Kuuia Baawobr, episcop de Wa
14. William Goh Seng Chye, arhiepiscop de Singapore
15. Adalberto Martínez Flores, arhiepiscop de Asunción
16. Giorgio Marengo, prefect apostolic de Ulan Bator
17. Jorge Enrique Jiménez Carvajal
18. Arrigo Miglio
19. Gianfranco Ghirlanda
20. Fortunato Frezza

## 30 septembrie 2023
1. Statele Unite ale Americii: Robert F. Prevost OSA, prefect al Dicasterului pentru Episcopi
2. Italia: Claudio Gugerotti, prefect al Dicasterului pentru Bisericile Răsăritene
3. Argentina: Víctor Manuel Fernández, prefect al Dicasterului pentru Doctrina Credinței
4. Elveția: Emil Paul Tscherrig, nunțiu în Italia și San Marino
5. Franța: Christophe Pierre, nunțiu în SUA
6. Israel: Pierbattista Pizzaballa OFM, patriarh latin al Ierusalimului
7. Africa de Sud: Stephen Brislin, arhiepiscop de Cape Town
8. Argentina: Ángel Sixto Rossi SJ, arhiepiscop de Córdoba
9. Columbia: Luis José Rueda Aparicio, arhiepiscop de Bogotá
10. Polonia: Grzegorz Ryś, arhiepiscop de Łódź
11. Sudanul de Sud: Stephen Ameyu Martin Mulla, arhiepiscop de Juba
12. Spania: José Cobo Cano, arhiepiscop de Madrid
13. Tanzania: Protase Rugambwa, episcop coadjutor de Tabora
14. Malaysia: Sebastian Francis, episcop de Penang
15. China: Stephen Chow Sau-yan SJ, episcop de Hong Kong
16. Franța: François-Xavier Bustillo OFMConv, episcop de Ajaccio
17. Portugalia: Américo Manuel Alves Aguiar, episcop de Setúbal
18. Spania: Ángel Fernández Artime SDB, generalul ordinului Salezienii lui Don Bosco

În vârstă de peste 80 de ani la data numirii:
1. Italia: Agostino Marchetto, preot, fost secretar al Consiliului Pontifical pentru Migranți
2. Venezuela: Diego Padrón Sánchez, arhiepiscop emerit de Cumaná
3. Argentina: Luis Pascual Dri OFMCap, ieromonah

## 7 decembrie 2024
1. Peru: Carlos Castillo Mattasoglio (n. 1950), arhiepiscop de Lima
2. Argentina: Vicente Bokalic Iglic C.M. (n. 1952), arhiepiscop de Santiago del Estero
3. Ecuador: Luis Cabrera Herrera O.F.M. (n. 1955), arhiepiscop de Guayaquil
4. Chile: Fernando Chomalí Garib (n. 1957), arhiepiscop mitropolit de Santiago de Chile
5. Japonia: Tarcisio Isao Kikuchi S.V.D. (n. 1958), arhiepiscop de Tokyo
6. Filipine: Pablo Virgilio David (n. 1959), episcop de Caloocan
7. Serbia: Ladislav Nemet S.V.D. (n. 1956), arhiepiscop mitropolit de Belgrad
8. Brazilia: Jaime Spengler O.F.M. (n. 1960), arhiepiscop de Porto Alegre
9. Coasta de Fildeș: Ignace Bessi Dogbo (n. 1961), arhiepiscop de Abidjan
10. Algeria: Jean-Paul Vesco O.P. (n. 1962), arhiepiscop de Alger
11. Iran: Dominique Mathieu O.F.M. Conv (n. 1963), arhiepiscop de Tehran–Isfahan
12. Italia: Roberto Repole (n. 1967), arhiepiscop de Torino
13. Italia: Baldassare Reina (n. 1970), vicar general al Diecezei de Roma
14. Canada: Frank Leo (n. 1971), arhiepiscop de Toronto
15. Lituania: Rolandas Makrickas (n. 1972), arhiprezbiter al Basilica di Santa Maria Maggiore
16. Australia: Mykola Bychok C.Ss.R. (n. 1980), episcop al Eparhiei Greco-Catolice Ucrainene din  Melbourne
17. Regatul Unit: Timothy Radcliffe O.P. (n. 1945), maestru emerit al Ordinului Dominican
18. Italia: Fabio Baggio C.S. (n. 1965), subsecretar la Dicasteriul pentru Promovarea Dezvoltării Integrale a Omului
19. India: George Koovakad (n. 1973), oficial la Secretariatul de Stat al Sfântului Scaun
20. Italia: Domenico Battaglia (n. 1963), arhiepiscop de Napoli

În vârstă de peste 80 de ani la data numirii:
1. Italia: Angelo Acerbi (n. 1925), nunțiu apostolic